# Casa-fàbrica Alegre-Cirés
La casa-fàbrica Alegre-Cirés era un conjunt d'edificis situats entre els carrers Nou de la Rambla i de l'Arc del Teatre de Barcelona, actualment desapareguts.

## Història
Tomàs Alegre (†1715) era un botiguer de tall (o mercader de draps) establert al carrer dels Abaixadors. El 1717, el seu hereu Miquel Alegre (†1736) va traspassar el negoci al paraire Francesc Puget, obrant en «llotja tancada» (és a dir, sense atenció al públic), per a dedicar-se al comerç a l'engròs. Els negocis
li devien anar prou bé, perquè el 1722 va adquirir una casa del carrer de Montcada. El 1726, Alegre i el seu futur gendre Agustí Gibert i Xurrich (1704-1779) es dedicaven a la importació de teixits holandesos, i a canvi hi exportaven aiguardent. Mestrestant, el 1732 Francesc Puget era un dels grans magatzemistes d'indianes de la ciutat.
L'hereva d'Alegre fou la seva filla Maria Antònia Alegre i Guix, casada en primeres noces amb Francesc Roig i Rovira, amb qui tingué un únic fill, Miquel Alegre i Roig (1729-1796), que canvià l'ordre dels seus cognoms i el 1754 va obtenir la condició de ciutadà honrat. El 1761, va esdevenir comerciant matriculat, i aquell mateix any s'associà amb dos socis més, un d'ells el seu padrastre Gibert, per a constituir la companyia Alegre i Gibert, dedicada a la fabricació d’indianes, amb un capital inicial de 9.000 lliures. La fàbrica es va establir en un hort del carrer d'en Trentaclaus (actualment Arc del Teatre), on el 1766 Alegre va demanar permís per a posar-hi dos guardarrodes.

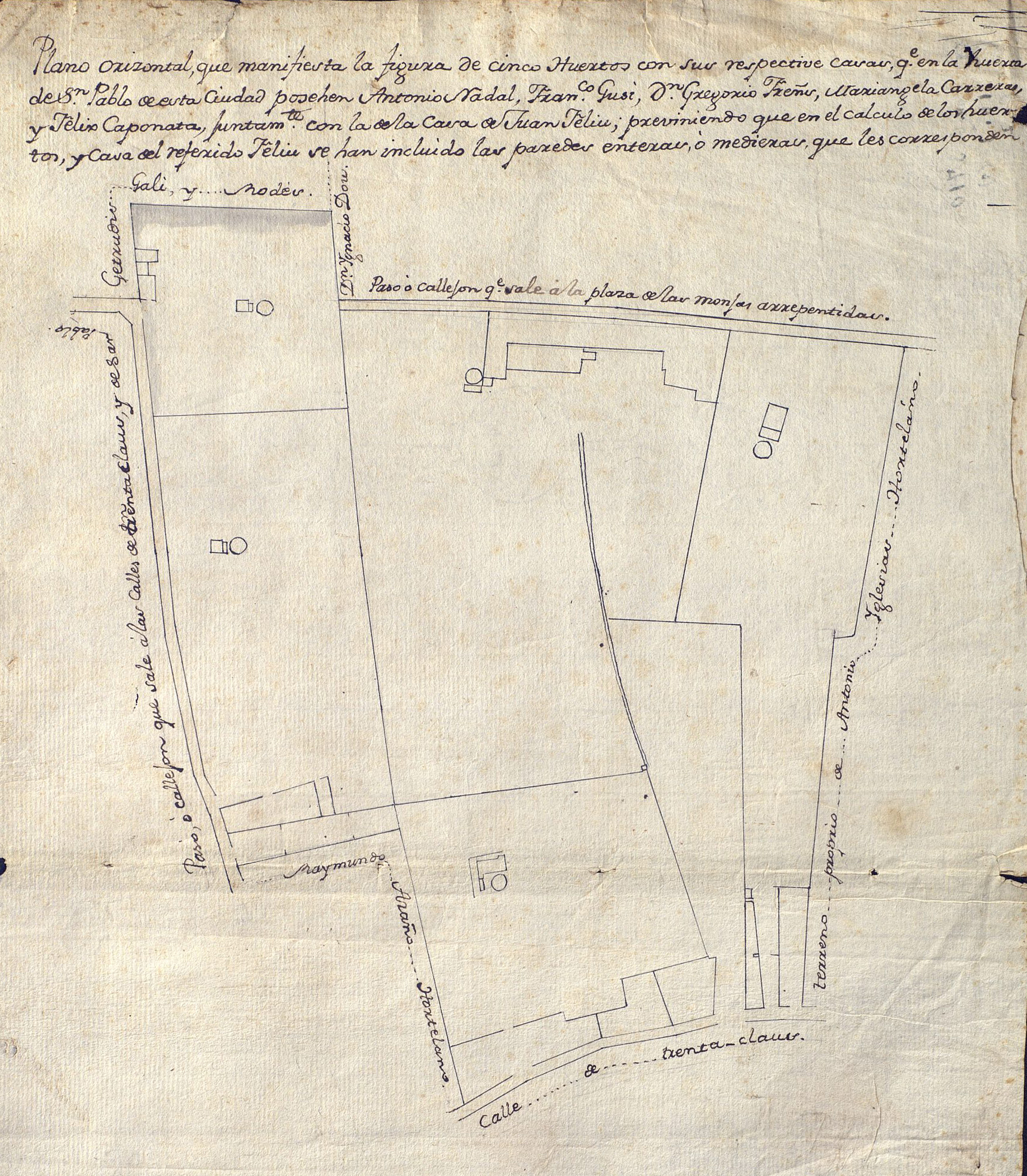
Plànol de diversos horts abans de l'obertura del carrer Nou de la Rambla

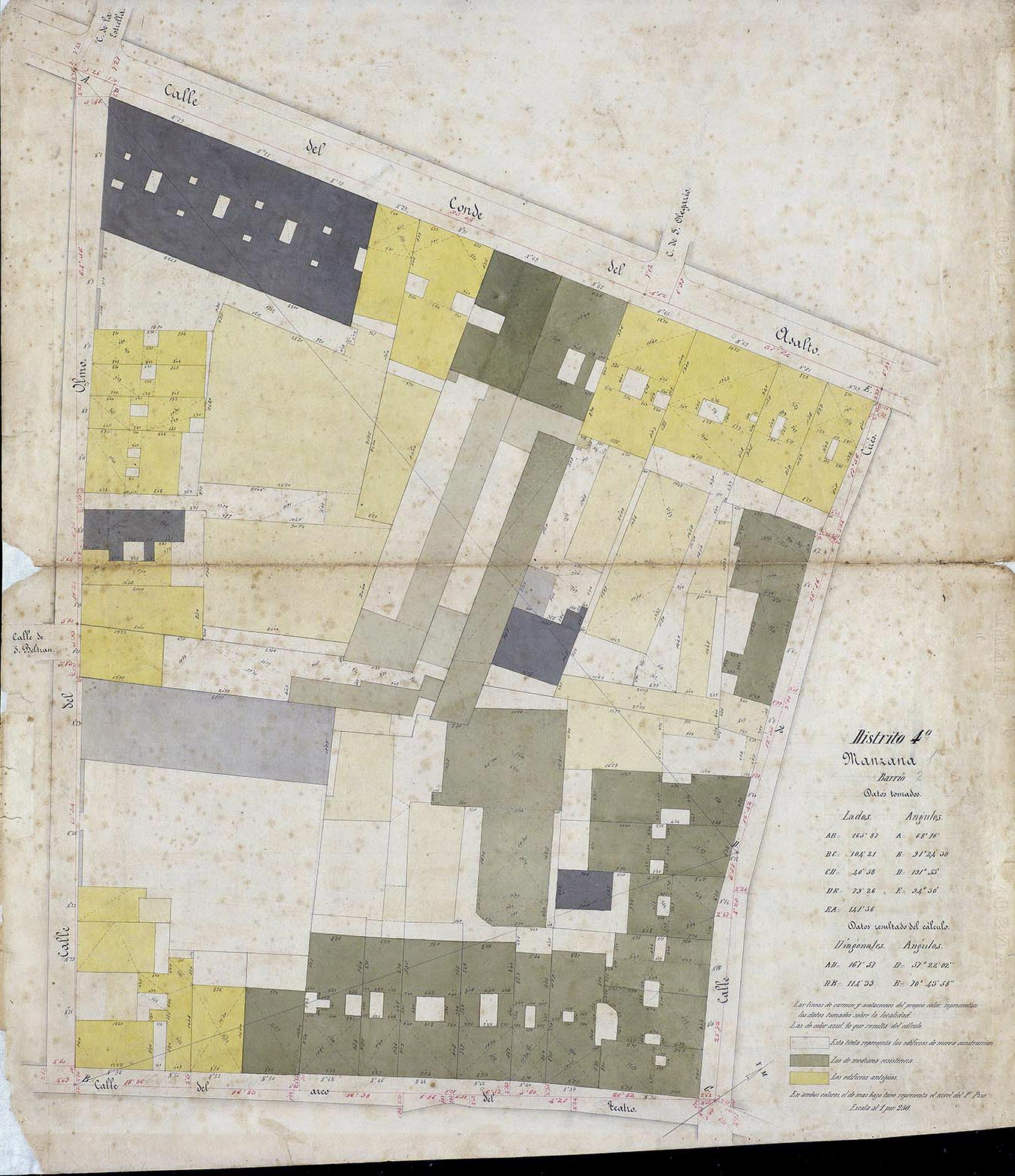
Quarteró núm. 85 de Garriga i Roca (c. 1860)

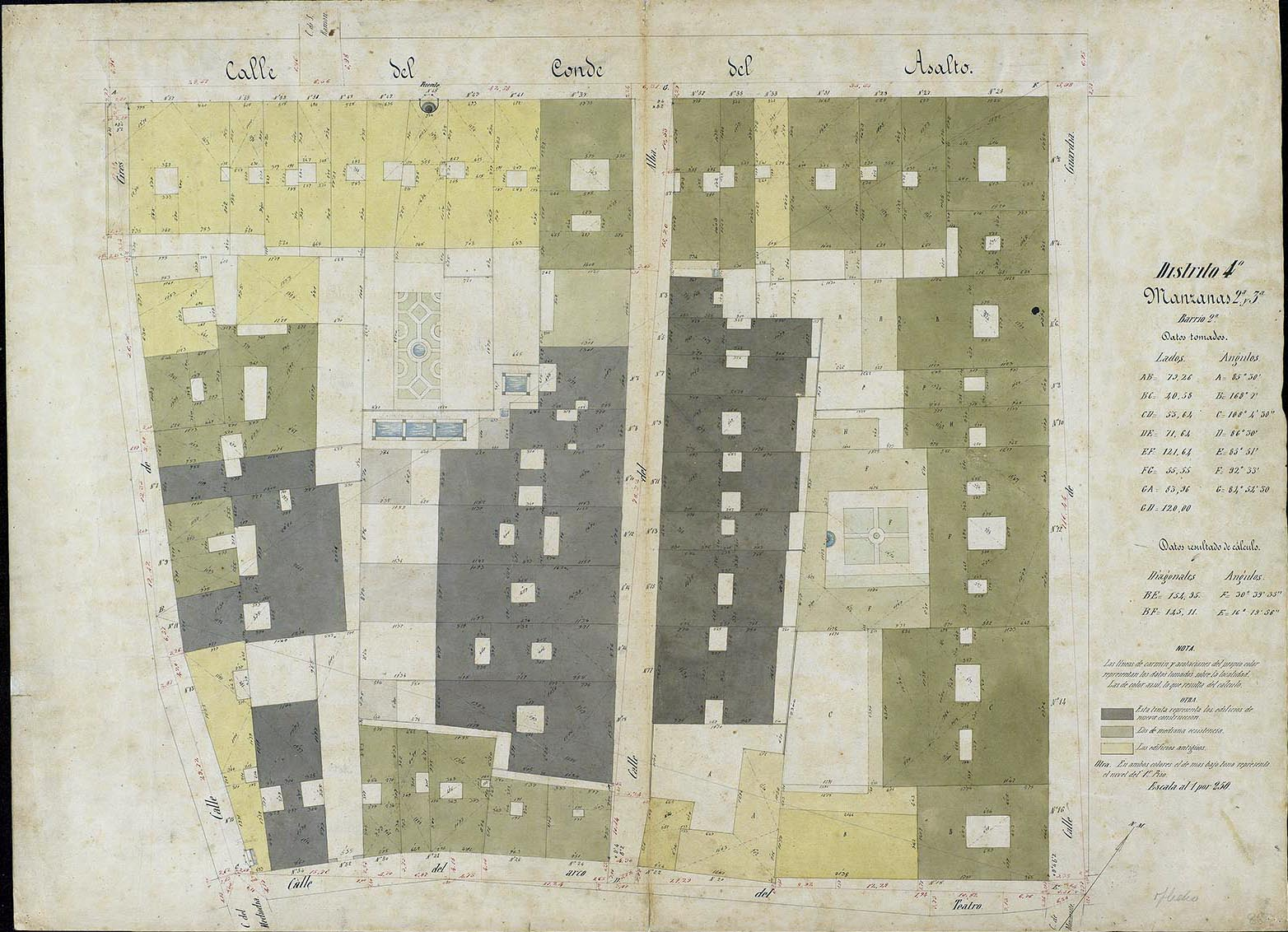
Quarteró núm. 86 de Garriga i Roca (c. 1860)

El 1768, la companyia Alegre i Gibert era interessada en la Companyia de Filats de Cotó amb 24 telers, nombre que el mateix any augmentà fins als 40. El 1770, es va fusionar amb Joan Baptista Cirés i Cia, societat formada el 1766 per l'adroguer Joan Baptista Cirés (o Sirés) i els velers Josep Aimar i Francesc Fraginals, amb fàbrica al carrer de Montalegre, on el 1768 tenia 14 telers. La societat resultant es diria Cirés i Cia, amb la incorporació d'Agustí Gibert i Xurrich i Miquel Alegre (aquest darrer com a soci passiu). Cirés era el principal inversor i el director de la fàbrica, encarregat de contactar amb els intermediaris per tal d'adquirir tints, cotó en branca i els filats a crèdit; Aimar assumí les funcions de fabricant, fent-se càrrec de l'elaboració dels mordents i dels tints per a les indianes i de la supervisió dels operaris; i Fraginals s'encarregà de la part comercial, supervisant les vendes i la distribució de les indianes a la botiga del carrer de la Boqueria, regentada per la seva dona Rosa Llorens, que el succeí a la seva mort aquell mateix any.
A la dècada del 1770, el negoci prosperà i les vendes s'incrementaren entre un 25 i un 27% anuals. A la dècada del 1780, els horts del Raval es va quedar petits i Cirés va llogar el prat d'indianes de Marianna Crous al terme de Sant Adrià de Besòs, amb una superfície de 7.863 m². El 1785, Rosa Llorens i Josep Aimar iniciaren un litigi contra Cirés 
per irregularitats a la comptabilitat (sembla que a causa de l'increment de salaris per la forta demanda de mà d'obra), i finalment, aquest darrer va quedar-ne al capdavant com a únic soci.
Miquel Alegre i Roig es va casar amb Maria Aparici i d'Amat i van tenir un únic fill, Marià Alegre d'Aparici i d'Amat (1756-1831), amb qui el 1784 va formar la societat de comerç Miquel Alegre i Fill. Miquel Alegre va adquirir en emfiteusi una parcel·la al carrer del comte de l'Asalto (actualment Nou de la Rambla) a la família Carreras, on el 1797, poc després de la seva mort, el seu fill (que va rebre de mans del rei Carles IV d'Espanya el títol de baró de Castellet) va fer construir un edifici de planta baixa i quatre pisos, als baixos del qual s'obria un passatge pel qual s'accedia a l'interior d'illa. La fàbrica va patir les conseqüències del bloqueig marítim derivat de la guerra amb Anglaterra (1796-1802) i va sobreviure a la Guerra del Francès (1808-1814), però finalment va fer fallida el 1816.
Posteriorment, la casa-fàbrica va passar a mans dels fabricants Ignasi Roger i Francesc Baños, que a la dècada del 1840, arran de la conversió de l'antic passatge particular en el carrer de la Volta (o Arc) d'en Cirés, van establir en emfiteusi els terrenys de l'interior d'illa, on hi havia uns edificis vells, una caseta i un magatzem, al fuster Joan Dimènech, que el 1846 els vendria al comerciant Francesc d'Assís Piña.
A la dècada del 1960, el carrer de Cirés va desaparéixer per l'obertura de l'Avinguda de les Drassanes, deixant com a record el nom dels actuals Jardins de les Voltes d'en Cirés.